# Nico Ihle
Nico Ihle (* 2. prosince 1985 Karl-Marx-Stadt, NDR) je německý rychlobruslař.
Na mezinárodní scéně poprvé startoval v roce 2005 na Mistrovství světa juniorů. Od podzimu téhož roku závodí ve Světovém poháru, věnuje se sprinterským tratím. V roce 2008 se premiérově zúčastnil MS ve sprintu (25. místo), tentýž rok debutoval na světovém šampionátu na jednotlivých tratích, kde se v závodě na 500 m umístil na 22. příčce. V roce 2010 startoval na Zimních olympijských hrách ve Vancouveru (500 m – 18. místo, 1000 m – 25. místo), zúčastnil se i následujících ZOH 2014. V Soči se v závodě na 500 m umístil na osmé příčce, na kilometrové trati byl čtvrtý. Na premiérovém sprinterském Mistrovství Evropy 2017 získal bronzovou medaili, o několik týdnů později vybojoval na světovém šampionátu stříbro na trati 500 m. Na Mistrovství Evropy 2018 získal bronz v závodě na 1000 m. Zúčastnil se Zimních olympijských her 2018, kde v závodech na 500 m a 1000 m skončil shodně na 8. místě.
Jeho bratr Denny Ihle je rovněž rychlobruslařem.